# Apologize (пісня)
«Apologize» — дебютний сингл групи OneRepublic з їх першого студійного альбому  Dreaming Out Loud. В 2007 році репер Timbaland записав ремікс цієї пісні в дуеті з OneRepublic, який вийшов в якості сингла з його альбому Shock Value. Пісня була найчастіше виконуваною на північноамериканських радіостанціях (рекорд — 10 394 виконань в тиждень) до того, як цей рекорд був побитий Леоною Льюїс з піснею «Bleeding Love», автором якої, також як і у «Apologize», є фронтмен OneRepublic Раян Теддер. Пісня «Apologize» стала головним хітом міжнародного масштабу, що посіла перше місце в хіт-парадах 16 країн, включаючи Австралію, Австрію, Німеччину, Італію, Нову Зеландію, Швецію, Єгипет, Туреччину, Нідерланди, Канаду і США. Вона також залишалася на першому місці вісім тижнів поспіль в Billboard Pop 100 і на даний момент є найуспішнішим синглом групи. Вона отримала 10 місце в рейтинзі пісень десятиріччя Billboard Hot 100 Songs of the Decade.
«Apologize» була висунута на Премію «Греммі» в номінації за найкраще вокальне поп-виконання дуетом або групою.

## Версія Timbaland за участю OneRepublic
Американський репер Timbaland записав свою версію пісні і випустив в якості синглу з його другого альбому Shock Value. В цій версії, продюсером якої також був Грег Веллс, були включені додаткова лінія перкусії, новий бек-вокал, додані семпли, авто-тюнінг та інші більш дрібні зміни. Пісня була перетворена під стиль R&B, щоб відповідати альбому Shock Value. Після того, як стала популярною, її виконавців підписували як «Timbaland Presents OneRepublic».
Відеокліп даної версії був знятий 19 вересня 2007 року. 27 жовтня 2007 року відбулася його прем'єра на VH1's Топ 20. Режисером кліпу став Роберт Хейлз..В Європейській версії відео містяться кадри із фільму Безвухі зайці. Відеокліп на даний час має 176.4 мільйонів переглядів.

### Список композицій
CD Single #1 (UK & Europe)
| #  | Назва                                                                                   | Тривалість |
| -- | --------------------------------------------------------------------------------------- | ---------- |
| 1. | «Apologize» (Timbaland Remix)                                                           | 3:04       |
| 2. | «Give It To Me (Laugh At 'Em)» (Remix Radio Edit Featuring Justin Timberlake and Jay-Z) | 3:16       |

CD Single #2 (UK & Europe)
| #  | Назва                                                 | Тривалість |
| -- | ----------------------------------------------------- | ---------- |
| 1. | «Apologize» (Timbaland Remix)                         | 3:04       |
| 2. | «Apologize»                                           | 3:27       |
| 3. | «The Way I Are» (OneRepublic Remix Feat. Keri Hilson) | 4:03       |
| 4. | «Apologize» (Music Video)                             | 3:10       |

Australian CD Single
| #  | Назва                         | Тривалість |
| -- | ----------------------------- | ---------- |
| 1. | «Apologize» (Timbaland Remix) | 3:04       |
| 2. | «Apologize»                   | 3:27       |

## Хронологія релізу
| Країна          | Дата              |
| --------------- | ----------------- |
| США             | 17 вересня, 2007  |
| Нідерланди      | 20 жовтня 2007    |
| Велика Британія | 29 жовтня 2007    |
| Європа          | 9 листопада 2007  |
| Австралія       | 19 листопада 2007 |

## Позиції в чартах

### Чарти
| Чарт (2006/2007/2008)                     | Найкращий результат |
| ----------------------------------------- | ------------------- |
| Австралія (ARIA)                          | 1                   |
| Австрія (Ö3 Austria Top 75)               | 1                   |
| Бельгія (Ultratop Flanders)               | 2                   |
| Бельгія (Ultratop Wallonia)               | 2                   |
| Канада (Canadian Hot 100)                 | 1                   |
| Чехія (IFPI)                              | 2                   |
| Данія (Tracklisten)                       | 2                   |
| Європа (European Hot 100 Singles)         | 1                   |
| Фінляндія (Suomen virallinen lista)       | 4                   |
| Франція (SNEP)                            | 7                   |
| Німеччина (Media Control AG)              | 1                   |
| Угорщина (Rádiós Top 40)                  | 1                   |
| Угорщина (Dance Top 40)                   | 29                  |
| Ірландія (IRMA)                           | 2                   |
| Італія (FIMI)                             | 1                   |
| Нідерланди (Dutch Top 40)                 | 1                   |
| Нова Зеландія (RIANZ)                     | 1                   |
| Норвегія (VG-lista)                       | 2                   |
| Словаччина (IFPI)                         | 1                   |
| Швеція (Sverigetopplistan)                | 1                   |
| Швейцарія (Media Control AG)              | 1                   |
| Велика Британія (Official Charts Company) | 3                   |
| США (Billboard Hot 100)                   | 2                   |
| США (Hot R&B/Hip-Hop Songs) (Billboard)   | 60                  |
| США (Mainstream Top 40) (Billboard)       | 1                   |

| Чарт (2007)                          | Позиція |
| ------------------------------------ | ------- |
| German Singles Chart                 | 32      |
| Australia (ARIA)                     | 6       |
| Austria (Ö3 Austria Top 75)          | 32      |
| Ireland (IRMA)                       | 9       |
| Netherlands (Dutch Top 40)           | 80      |
| Sweden (Sverigetopplistan)           | 12      |
| Switzerland (Schweizer Hitparade)    | 12      |
| UK Singles (Official Charts Company) | 16      |
| US Billboard Hot 100                 | 66      |
| Чарт (2008)                          | Позиція |
| Australia (ARIA)                     | 32      |
| Austria (Ö3 Austria Top 75)          | 2       |
| Belgium (Ultratop 50 Flanders)       | 12      |
| Belgium (Ultratop 40 Wallonia)       | 5       |
| Canada (Canadian Hot 100)            | 1       |
| European Hot 100 Singles             | 1       |
| France (SNEP)                        | 6       |
| German Singles Chart                 | 1       |
| Hungary (Rádiós Top 40)              | 5       |
| Netherlands (Dutch Top 40)           | 21      |
| Spain (PROMUSICAE)                   | 36      |
| Switzerland (Schweizer Hitparade)    | 1       |
| UK Singles (Official Charts Company) | 54      |
| US Pop Songs (Billboard)             | 4       |
| Swedish Singles Chart                | 29      |
| Billboard Hot 100                    | 5       |

| Чарт (2000—2009)        | Позиція |
| ----------------------- | ------- |
| German Singles Chart    | 4       |
| UK Singles Chart        | 90      |
| Billboard Hot 100       | 10      |
| Billboard Pop 100       | 1       |
| Billboard Radio Songs   | 10      |
| Billboard Digital Songs | 10      |
| Billboard Ringtones     | 33      |

| Країна         | Статус                   | Продажі   |
| -------------- | ------------------------ | --------- |
| Австралія      | 4x Платиновий            | 280 000   |
| Бельгія        | Платиновий               | 20 000    |
| Канада         | Платиновий               | 80 000    |
| Данія          | Платиновий               | 60 000    |
| Фінляндія      | Платиновий               | 20 000    |
| Німеччина      | 2x Платиновий            | 600 000   |
| Новая Зеландія | Платиновий               | 15 000    |
| Росія          | Золотий (Ring-back tone) | 100 000   |
| Швеція         | 2x Платиновий            | 40 000    |
| Швейцарія      | 4x Платиновий            | 120 000   |
| США            | 3× Платиновий            | 3 000 000 |